# Пан Ки-мун
Бан Ки-мун (на корейски: 반기문, произнася се [panɡimun](звукови файлове), английска транскрипция: Pan Ki-moon; роден на 13 юни 1944 г. в Южна Корея) е южнокорейски политик (външен министър) и дипломат, генерален секретар на ООН от 2007 до 2017 г.

## Биография
Завършва международни отношения в Сеулския национален университет през 1970 г., както и „Публична администрация“ в Харвардския университет, САЩ през 1985 г.
Става посланик във Виена (за Австрия и Словения) през 1998 г. След година е избран за председател на Подготвителната комисия за бъдещата Организация на Договора за пълно прекратяване на ядрените опити.
Пан Ки-мун е министър на външните работи и търговия на Южна Корея в периода от 17 януари 2004 до 1 ноември 2006 г. На 13 октомври 2006 г. Общото събрание на ООН го избира единодушно за генерален секретар на ООН. Встъпва официално в длъжност на генерален секретар на 1 януари 2007 г., наследявайки поста от Кофи Анан.
Още на първия ден от влизането си в длъжност Пан Ки-мун предизвиква международен скандал. В отговор на въпрос, свързан с екзекуцията на Саддам Хюсеин, пропуска да повтори обичайната формулировка, че ООН е против смъртното наказание, а казва, че всяка страна сама решава този проблем.
Обединените нации наистина често пъти са доста разединени, но по определени теми все пак имат обща позиция, например срещу смъртното наказание. Правото на живот е вписано в Декларацията за човешките права, а международните трибунали на ООН изрично не налагат смъртни наказания.